# Tornei di tennis femminili nel 1903
Prima della nascita del WTA Tour, ossia l'apertura alle tenniste professioniste dei tornei che prima di quell'anno erano riservati alle tenniste dilettanti, tutti gli eventi più importanti erano amatoriali, tra questi c'erano i tornei del Grande Slam: il Campionato francese di tennis, il Torneo di Wimbledon e gli U.S. National Championships.

## Gennaio
Nessun evento

## Febbraio
Nessun evento

## Marzo
Nessun evento

## Aprile
Nessun evento

## Maggio
Nessun evento

## Giugno
| Settimana | Torneo                                                              | Vincitore                                  | Finalista                | Semifinalisti | Eliminati ai quarti |
| --------- | ------------------------------------------------------------------- | ------------------------------------------ | ------------------------ | ------------- | ------------------- |
| 13 giugno | Kent Championships 1903 Beckenham, Gran Bretagna Singolare - Doppio | Connie Wilson 3-6 6-4 6-4                  | Dorothea Douglass        |               |                     |
| 13 giugno | Kent Championships 1903 Beckenham, Gran Bretagna Singolare - Doppio |                                            |                          |               |                     |
| 14 giugno | Campionato francese di tennis 1903 Parigi, Francia Singolare        | Adine Masson 6-0, 6-8, 6-0                 | Kate Gillou Fenwick      |               |                     |
| 14 giugno | Campionato francese di tennis 1903 Parigi, Francia Singolare        |                                            |                          |               |                     |
| 27 giugno | U.S. National Championships 1903 Filadelfia, USA Singolare - Doppio | Elisabeth Moore 7-5, 8-6                   | Marion Jones             |               |                     |
| 27 giugno | U.S. National Championships 1903 Filadelfia, USA Singolare - Doppio | Elisabeth Moore Carrie Neely 4-6, 6-1, 6-1 | Miriam Hall Marion Jones |               |                     |

## Luglio
| Settimana | Torneo                                                   | Vincitore                       | Finalista     | Semifinalisti | Eliminati ai quarti |
| --------- | -------------------------------------------------------- | ------------------------------- | ------------- | ------------- | ------------------- |
| 1º luglio | Torneo di Wimbledon 1903 Londra, Gran Bretagna Singolare | Dorothea Douglass 4-6, 6-4, 6-2 | Ethel Thomson |               |                     |
| 1º luglio | Torneo di Wimbledon 1903 Londra, Gran Bretagna Singolare |                                 |               |               |                     |

## Agosto
Nessun evento

## Settembre
Nessun evento

## Ottobre
Nessun evento

## Novembre
Nessun evento

## Dicembre
| Settimana   | Torneo                                                                  | Vincitore                                         | Finalista                | Semifinalisti | Eliminati ai quarti |
| ----------- | ----------------------------------------------------------------------- | ------------------------------------------------- | ------------------------ | ------------- | ------------------- |
| 30 dicembre | New Zealand Championships 1903 Napier, Nuova Zelanda Singolare - Doppio | Kathleen Mary Nunneley 6-2 6-4                    | Miss Gore                |               |                     |
| 30 dicembre | New Zealand Championships 1903 Napier, Nuova Zelanda Singolare - Doppio | P. Gorrie Miss Gorrie 3-6 6-1 8-6                 | Miss Gore Mrs Marchbanks |               |                     |
| 30 dicembre | New Zealand Championships 1903 Napier, Nuova Zelanda Singolare - Doppio | Doppio misto: Harold Parker Kate Nunneley 6-2 6-0 | Goss Mrs Ballantyne      |               |                     |